# Мороженое-спагетти

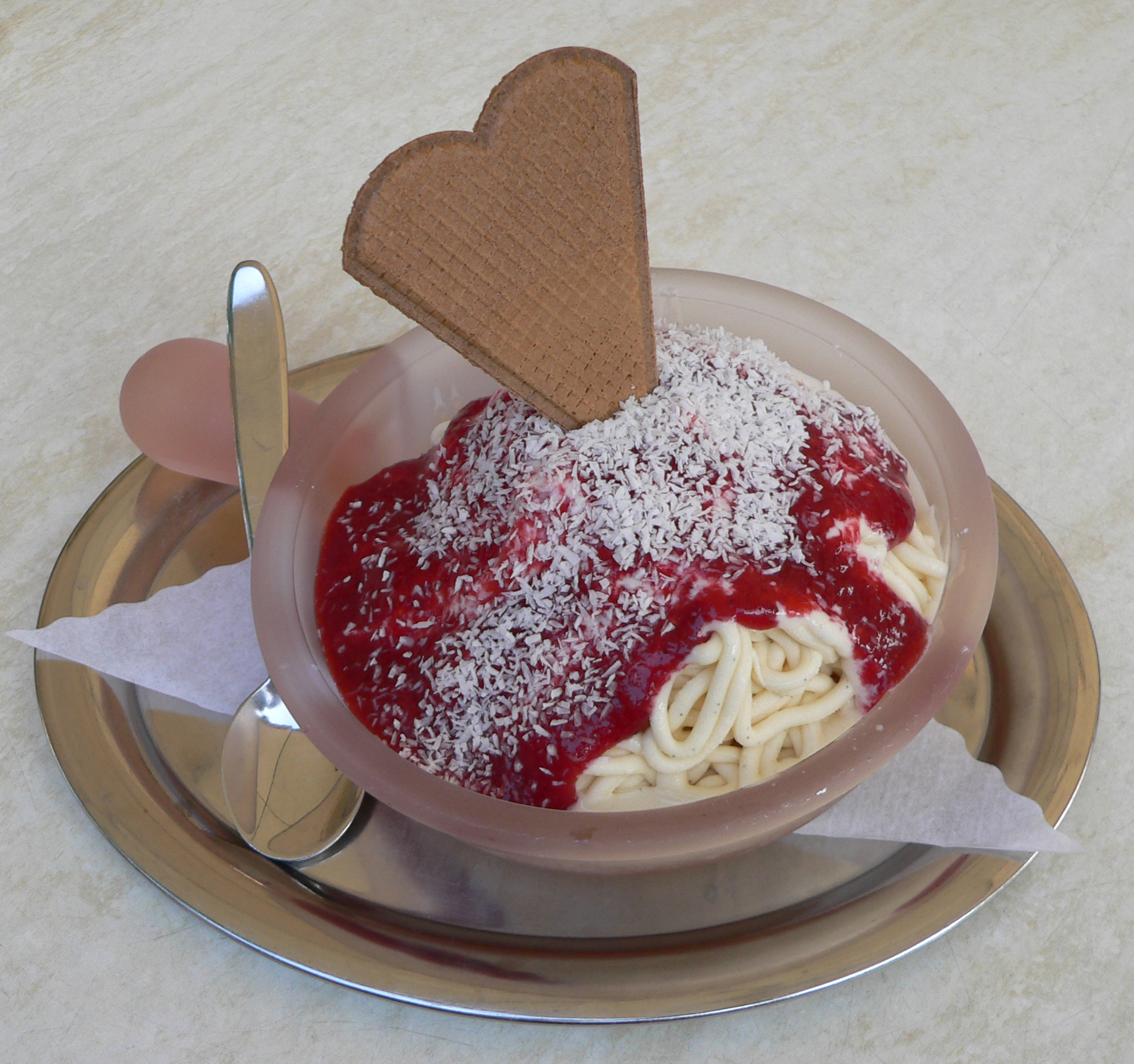
Мороженое-спагетти

Мороженое-спагетти (нем. Spaghettieis) — немецкий десерт из ванильного мороженого, пропущенного через пресс-пюре, сервированный под клубничным соусом со стружкой белого шоколада в виде итальянских спагетти с томатным соусом и пармезаном. Мороженое-спагетти появилось в 1969 году, на пике популярности в Германии итальянской кухни в целом и итальянских кафе-мороженых в частности. Десерт из мороженого на манер спагетти быстро обрёл популярность, хотя получив в кафе мороженое-спагетти, дети поначалу заливались слезами, принимая его за настоящую тарелку спагетти вместо любимого десерта. Ныне мороженое-спагетти в Германии почти вышло из моды, уступив место сортам мороженого с экзотическими вкусами и в стаканчиках на вынос. В 2014 году мороженое-спагетти неожиданно обрело популярность в Нью-Йорке.
На авторство рецепта претендуют сразу двое итальянских мороженщиков, ни один из них не запатентовал вовремя своё изобретение. По наиболее известной версии, изобретателем мороженого-спагетти был 17-летний сын мангеймского мороженщика Дарио Фонтанелла, который в кафе у отца взялся за пресс для шпецле, чтобы выложить из фисташкового, лимонного и клубничного мороженого итальянский триколор, но у него получилась только быстро таявшая разноцветная лапша. Затем Дарио догадался охладить пресс в морозильной камере, а отец подал идею со спагетти. По другой версии, идея холодных десертных спагетти пришла итальянскому мороженщику из Нойса Элиано Риццардини в пиццерии у друга.